# Eva Granados
Eva María Granados Galiano (Barcelona, 6 de enero de 1975) es una política y sindicalista española del PSC, Secretaria de Estado de Cooperación Internacional y presidenta de la Agencia Española de Cooperación Internacional para el Desarrollo desde 2023. Previamente ha sido senadora en las Cortes Generales por designación del Parlamento de Cataluña, entre 2021 y 2024, así como portavoz del grupo parlamentario socialista en la cámara entre 2021 y 2023. También ha sido diputada del Parlamento de Cataluña entre 2010 y el 2021, del cual fue Vicepresidenta Segunda en 2021.

## Biografía
Ha estudiado Ciencias Políticas y de la Administración en la Universidad de Barcelona, un máster en Dirección Pública en Esade y es experta en mercado de trabajo y diálogo social por la Universidad Complutense de Madrid en colaboración con la Escuela Julián Besteiro de UGT.
Ha estado vinculada a la Universidad de Barcelona en el ámbito de investigación y Derechos Humanos y a la información y dinamización de jóvenes en el Centro de Información y Servicios del Estudiante de Cataluña (CISEC).
Es miembro del patronato de la Fundación Rafael Campalans, dedicada a la difusión del pensamiento socialista democrático

## Trayectoria política
Ha pertenecido a la Asociación de Jóvenes Estudiantes de Cataluña (AJEC).
Milita en el Partido de los Socialistas de Cataluña desde 1999 en la Agrupación de Pallejá de la Federación del Bajo Llobregat. 

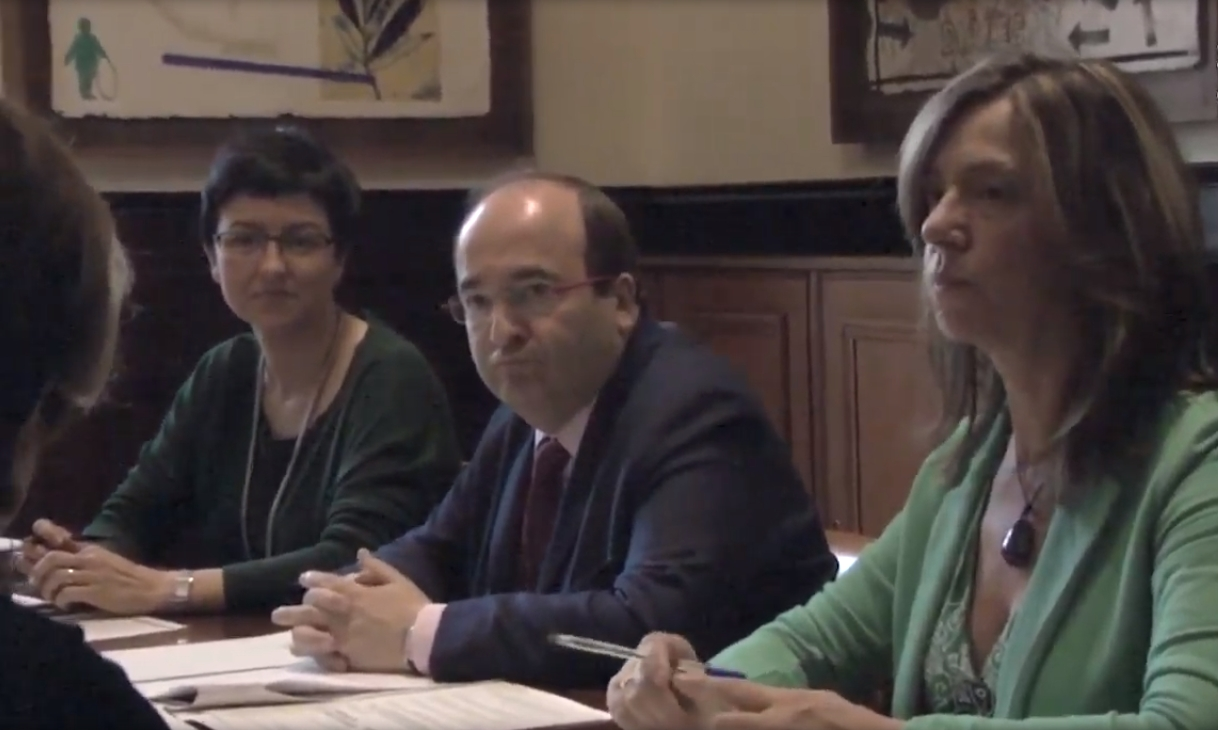
Junto con Miquel Iceta durante una reunión con la UGT en 2015

Afiliada a la Unión General de Trabajadores de Cataluña ha sido miembro del Secretariado Nacional de UGT del año 2002 al 2010. Ha represendado a UGT como consejera y vicepresidenta del Consejo de Trabajo Económico y Social de Cataluña, en el Servicio de Ocupación de Cataluña, el Pacto Industrial de la Región Metropolitana de Barcelona y el Plan Estratégico Metropolitano de Barcelona. También ha formado parte del Consejo Económico y Social de España, del Servicio Público de Empleo Estatal y del Consejo del Fondo Social Europeo.
En noviembre de 2010 fue elegida diputada del Parlamento de Cataluña por la circunscripción de Barcelona escaño que revalidó en noviembre de 2012. Ha sido portavoz adjunta del grupo socialista en el parlamento catalán y de enero de 2013 hasta agosto de 2015, fecha de disolución de la X legislatura, portavoz de la Comisión de Bienestar Social, Familia e Inmigración de su grupo parlamentario.
Desde diciembre del 2011 es miembro de la ejecutiva del PSC, primero liderada por Pere Navarro y a partir desde junio de 2014 por Miquel Iceta, en la que es responsable de Cohesión Social.
En marzo de 2015 formó parte de la Comisión Promotora de la Iniciativa Legislativa Popular de la Renta Garantizada de Ciudadanía apoyada por personalidades del ámbito de la cultura y más de 50 entidades sociales, cívicas y políticas para exigir al gobierno catalán la tramitación de una proposición de ley sobre este tema efectuada por la vía de urgencia.
En julio de 2015 se anunció que ocuparía el número de 2 en la lista del PSC que encabezará Miquel Iceta a las elecciones autonómicas del 27 de septiembre.
En las posteriores elecciones de 2017 y 2021 también obtuvo un escaño como número 2, siendo además en estas últimas, la candidata del PSC a la Presidencia del Parlamento. Fue derrotada frente a Laura Borrás y elegida posteriormente Vicepresidenta Segunda.
En 2021 fue designada por el Parlamento de Cataluña, a propuesta de su partido como senadora autonómica, siendo además nombrada por el Grupo Socialista como su portavoz hasta el final de la XIV legislatura.
En diciembre de 2023, el ministro de Asuntos Exteriores, José Manuel Albares, la nombró secretaria de Estado de Cooperación Internacional.Renunciaría a su escaño en el Senado el 2 de enero de 2024.

## Publicaciones
- 2001 Contracta i subcontracta d'obres i serveis. El cas de les empreses de serveis integrals de Dolors Llobet Maria, Rosa Bofill Benet, Eva Granados Galiano. Editado por la Generalitat de Cataluña
- 2005 La descentralització dels serveis públics d'ocupació. L'impacte de les polítiques actives d'ocupació a Catalunya de Eva Granados Galiano (coord.) y Núria Tuset Zamora. Ed. Generalitat de Cataluña